# Breda M30
Fucile Mitragliatore Breda Modello 30 là loại súng máy hạng nhẹ được quân đội Ý sử dụng trong chiến tranh thế giới thứ hai.
Breda 30 được biết đến nhiều như một loại vũ khí kém chất lượng. Nó có các băng đạn mà đạn dễ bị rớt ra ngoài, tốc độ bắn thấp và dễ bị kẹt đạn.
Các bặng đạn của nó được gắn trên thanh đạn được làm bằng đồng thau hay thép bên tay phải, thanh đạn này gắn được bốn băng đạn tức 20 viên.
Loại vũ khí này có các điểm đáng chú ý là nó có bolt đóng, sử dụng phương thức nạp đạn blowback và một thiết bị bôi trơn nhỏ quét dầu vào các viên đạn khi chúng được đưa vào súng. Hệ thống này cho phép khoang chứa đạn và nòng súng nóng lên nhanh chóng, làm cho các viên đạn có thể bắn dễ dàng thậm chí khi chưa hoàn toàn vào khoang chứa đạn. Tuy nhiên dầu bôi trơn này lại rất dễ bám bụi hay cát và mảnh nhỏ trong không khí khiến cho loại súng này rất dễ bị kẹt đạn, trong chiến dịch Bắc Phi loại súng này thường xuyên bị kẹt đạn.
Một số khẩu Breda được chỉnh sửa theo M37 để có thể sử dụng được loại đạn 7.35 mm mà Ý có ý định sử dụng rộng rãi. Tuy nhiên loại súng này có vòng đời quá ngắn cũng như việc sản xuất khiến nó không bao giờ thay đổi loại đạn được.
Breda 30 được Ý gắn trên một số phương tiện chiến đấu bọc thép.
Việc sử dụng bolt đóng có thể giúp cho việc bắn các viên đạn khi chúng vừa được đưa vào khoang chứa đạn chứ không cần phải hoàn toàn nằm trong khoang chứa đạn nhưng cũng không phải là khi đang nạp vào khoang giữa chừng. Tất cả súng máy hạng trung đều có thể bắn mà không cần đạn phải hoàn toàn nằm vào vị trí cố định trong khoang chứa đạn tuy nhiên nó lại làm tăng việc bị quá nóng nếu như sử dụng khóa nòng mở thì việc tản nhiệt cho súng có thể tốt hơn.
Đây là vấn đề rõ ràng vì khi bắn các viên đạn có thể bay chệch hướng (đặc biệt là sau khi bắn một lượng đạn khá lớn) do việc bị quá nóng nòng súng có thể bị biến dạng nhỏ ít ai để ý và chỉ thẳng vào nơi không an toàn để bắn (nơi mà các đồng minh đang tiến lên cách địa điểm muốn bắn chỉ có dưới vài mét).